# ICAM4
ICAM4 (англ. Intercellular adhesion molecule 4 (Landsteiner-Wiener blood group)) – білок, який кодується однойменним геном, розташованим у людей на короткому плечі 19-ї хромосоми. Довжина поліпептидного ланцюга білка становить 271 амінокислот, а молекулярна маса — 29 265.
| 10         |  | 20         |  | 30         |  | 40         |  | 50         |
| ---------- |  | ---------- |  | ---------- |  | ---------- |  | ---------- |
| MGSLFPLSLL |  | FFLAAAYPGV |  | GSALGRRTKR |  | AQSPKGSPLA |  | PSGTSVPFWV |
| RMSPEFVAVQ |  | PGKSVQLNCS |  | NSCPQPQNSS |  | LRTPLRQGKT |  | LRGPGWVSYQ |
| LLDVRAWSSL |  | AHCLVTCAGK |  | TRWATSRITA |  | YKPPHSVILE |  | PPVLKGRKYT |
| LRCHVTQVFP |  | VGYLVVTLRH |  | GSRVIYSESL |  | ERFTGLDLAN |  | VTLTYEFAAG |
| PRDFWQPVIC |  | HARLNLDGLV |  | VRNSSAPITL |  | MLAWSPAPTA |  | LASGSIAALV |
| GILLTVGAAY |  | LCKCLAMKSQ |  | A          |  |            |  |            |

A: Аланін

C: Цистеїн

D: Аспарагінова кислота

E: Глутамінова кислота

F: Фенілаланін

G: Гліцин

H: Гістидин

I: Ізолейцин

K: Лізин

L: Лейцин

M: Метіонін

N: Аспарагін

P: Пролін

Q: Глутамін

R: Аргінін

S: Серин

T: Треонін

V: Валін

W: Триптофан

Задіяний у таких біологічних процесах, як клітинна адгезія, альтернативний сплайсинг. 
Локалізований у клітинній мембрані, мембрані.
Також секретований назовні.